# Městský stadion Karviná
Městský stadion v Karviné je fotbalový stadion, který se nachází ve slezské Karviné. Stadion byl postaven na místě starého „jäkláckého" stadionu z šedesátých let.
Stadion, jehož vlastníkem je město Karviná, byl otevřen v létě 2016, tedy těsně před startem nové fotbalové sezóny, ve které Karviná premiérově startovala v nejvyšší soutěži. Na stadionu od září 2014 probíhala rozsáhlá rekonstrukce starého sportoviště. Na místě betonových ochozů byly postaveny nové tribuny, které tak spolu s hlavní tribunou vytváří kolem celého stadionu uzavřený prstenec. Hlavní tribuna byla zachována, avšak prošla také rozsáhlou modernizací, zahrnující nové sedačky, audiotechniku a především zcela nové tiskové centrum. Byl položen nový vyhřívaný trávník na hrací plochu, vybudovány vstupní brány a zcela postavena nová budova se zázemím. V říjnu 2016 bylo také instalováno umělé osvětlení, čímž byla celá rekonstrukce stadionu fakticky zakončena. První zápas v atraktivním čase pod umělým osvětlením se odehrál 22. října 2016 proti severočeskému klubu FK Teplice.